# 特雷沃
特雷沃（法語：Treyvaux，法語發音：[tʁɛvo]）是瑞士弗里堡州的一个市镇，位於該國西部，面積11.44平方公里，海拔高度770米，2011年人口1,451，九成人口信奉羅馬天主教，人口密度每平方公里127人。

## 外部連結
- Official website （页面存档备份，存于） （法文）